# 一号車よ、走れ!
『一号車よ、走れ！』（いちごうしゃよ、はしれ！）はNHK「銀河ドラマ」で1970年10月19日～10月23日に放送された連続テレビドラマである。白黒作品。全5回。名古屋放送局制作。

## 概要
「銀河ドラマ」第41作。岡崎市出身で日産自動車の前身である快進社を創立した橋本増治郎をモデルに、国産自動車の製造に人生を賭けた先駆者の苦悩と情熱に妻の愛情を絡めて描いた一代記ドラマ。登場人物は全て仮名になっている。

## あらすじ
大正元年、九州炭坑崎戸島坑業所所長の樫本は石炭を掘り当てることに成功したが、その祝賀会の席で会社を辞めて東京で自動車を作りたいと告げる。社長を始め周囲の慰留にも樫本の決意は固く、糟糠の妻すえを伴って上京すると渋谷に小さな工場を建て自動車製作への第一歩を踏み出した。しかし事志と相違して失敗の連続で辛酸を嘗めることとなる。

## キャスト
樫本槙次郎
演 -  三橋達也
樫本すえ
演 - 渡辺美佐子
本田
演 - 田村亮
吉野
演 - 川地民夫
綾小路みゆき
演 - 真屋順子
その
演 - 小林千鶴子
小倉男爵
演 - 鬼頭昭夫
九州炭坑社長
演 - 柳有
その他
演 - 臼井正明、森本治行（現・レオ）、中村加奈子、天野有恒、新間正次、舟木淳、松下昌子、松下隆子

## スタッフ
- 脚本 - 土井行夫
- 演出 - 伊藤豊英
- 音楽 - 神津善行
- 制作 - 金光寿郎

## 参考資料
- 「テレビジョンドラマ」（放送映画出版）